# Tipula luebenauorum
Tipula luebenauorum är en tvåvingeart som beskrevs av Günther Theischinger 1977. Tipula luebenauorum ingår i släktet Tipula och familjen storharkrankar. Inga underarter finns listade i Catalogue of Life.